# Tenemu
Tenemu – w mitologii egipskiej prabóstwo w postaci żaby, będące uosobieniem zguby, zagubienia i bezdroży. Pochodziło z Hermopolis. Wraz ze swą wężową małżonką Tenemujt stanowili jedną z par hermopolitańskiej Wielkiej Ósemki bogów (Ogdoady).